# Hatting (Denemarken)
Hatting is een plaats in de Deense regio Midden-Jutland, gemeente Horsens, en telt 1543 inwoners (2008).